# Hyacinthoides lingulata
Hyacinthoides lingulata är en sparrisväxtart som först beskrevs av Jean Louis Marie Poiret, och fick sitt nu gällande namn av Werner Hugo Paul Rothmaler. Hyacinthoides lingulata ingår i släktet klockhyacinter, och familjen sparrisväxter. Inga underarter finns listade i Catalogue of Life.